# Montagnes Noires
Le Montagnes Noires (in lingua bretone: Menez Du, ovvero "Montagne nere", da non confondere con la Montagne Noire nel Massiccio Centrale, nel sud-ovest della Francia) sono – insieme ai Monts d'Arrée – una delle due catene montuose della Bretagna (Francia nord-occidentale).
Si trovano tra il dipartimento del Morbihan, il dipartimento del Finistère (Bretagna occidentale) e  il dipartimento delle Côtes-d'Armor e fanno parte del Massiccio armoricano.
Devono forse il loro nome alle foreste che le ricoprivano o al colore delle loro rocce (ardesia, quarzo e granito)..
Sono il luogo di numerose leggende e, negli ultimi decenni, sono diventate un'apprezzata meta turistica
La vetta più alta è la Roc Toullaëron, che misura 326 (318) metri e si trova nel territorio comunale di Spézet (il Ménez-Hom, la montagna sacra per i Celti, alta 330 m e "dirimpettaia" delle Montagnes Noires, va infatti considerata come la vetta di un monte a sé stante).

## Geografia

### Principali vette delle Montagnes Noires
- Roc Toullaëron
- Carrec an Tan
- Reun Du
- Roc'h Bily
- Roc'h Ker Hodiern
- Roc'h Jégu
- Roc'h Moniven
- Roc'h Plenn
- Roch an Aotrou
- Roc Castel
- Roc'h Veur
- Menez an Duc
- Roc'h ar Werc'hez
- Minez Guernazou
- Rocher de la Madeleine
- Calotte Saint Joseph
- Minez Du
- Minez Gligueric

## Leggende
Secondo una leggenda, sulle Montagnes Noires sarebbe passato l'esercito di Re Artù.